# Nicolás Spínola
Nicolás kardinal Spínola, španski rimskokatoliški duhovnik, apostolski nuncij in kardinal, * 20. februar 1659, Madrid, † 12. april 1735.

## Življenjepis
3. oktobra 1706 je prejel duhovniško posvečenje in naslednji dan bil imenovan za apostolskega nuncija.
16. decembra 1715 je bil povzdignjen v kardinala.